# Désert de Retz
Le désert de Retz est un jardin anglo-chinois créé à la fin du XVIIIe siècle par un aristocrate, François-Nicolas-Henri Racine de Monville. Il est aujourd’hui l’un des rares à subsister dans une forme proche de sa création d’origine.
Son propriétaire-créateur le nomma Désert, mot employé dès le XVIIe siècle pour évoquer ces endroits solitaires où on aimait à se retirer et à recevoir sans étiquette.
Son nom est la corruption de celui de son ancien seigneur : Barthélemy de Roye ou de Retz, chambrier de Philippe-Auguste, fondateur de l'abbaye de Joyenval.
Établi dans un domaine de 38 hectares situé en bordure nord de la forêt de Marly, à Saint-Jacques-de-Roye (ou de Retz), dans la commune de Chambourcy, le Désert de Retz tirait son originalité de ses dix-sept fabriques et de ses essences rares importées des quatre coins du monde. Aujourd'hui ne subsistent que 17 hectares; rétrocédés en 2007 à la commune de Chambourcy par le golf de Joyenval pour un euro symbolique.

## Les grandes dates du désert de Retz
Le 12 septembre 1774, François de Monville achète une maison de campagne entouré de 13 hectares de terrain à Saint-Jacques-de-Retz, ancienne paroisse située en limite nord de la forêt de Marly, aujourd'hui fusionnée avec celle de Chambourcy.
Il agrandit ce terrain par des acquisitions successives jusqu’à constituer un domaine de 38 hectares, et en 1775, il y fait bâtir une première fabrique, le Temple au dieu Pan et commence l’agencement de son jardin. 
En 1777, la construction de la Maison Chinoise commence. Elle est le premier lieu de résidence du propriétaire au Désert de Retz. La même année, François de Monville passe commande de plusieurs milliers de pieds auprès des pépinières royales. Il collectionne dans ses serres chaudes de multiples essences végétales rares. En 1781 ont lieu la construction de la Colonne détruite qui devient la résidence principale du propriétaire, puis de la Glacière pyramide, de la Tente tartare et du Rocher.
En juin 1785, le plan « définitif » du Désert de Retz, dressé de la main de François de Monville et publié par Georges-Louis Lerouge, est arrêté : une vingtaine de fabriques sur 38 hectares. Il accueille des visiteurs de renom et de nombreuses manifestations : réceptions, concerts, pièces de théâtre.
De 1792 à 1827, la famille anglaise de Lewis Disney Ffytche occupe le domaine par intermittence.
De 1827 à 1856 s’y succèdent Alexandre Denis puis la famille de Jean-François Bayard, dramaturge et neveu d’Eugène Scribe.
De 1856 à 1936, Frédéric Passy, premier prix Nobel de la Paix, et ses descendants sont propriétaires du Désert de Retz et y demeurent pendant 80 ans.
En 1936, la Société Fermière de Joyenval acquiert le domaine.
En 1941, le site est classé monument historique, grâce à l’action de Jean-Charles Moreux et de Colette.
Le 8 décembre 1966, André Malraux fait référence au délabrement du Désert de Retz pour justifier un projet de loi de sauvetage des monuments historiques permettant à l’État de mettre en demeure les propriétaires, qui se désintéressent de l’entretien de leur patrimoine classé, de faire procéder à des travaux de réparation. Les premiers travaux de sauvetage du Désert de Retz sont entrepris et financés par l’État de 1973 à 1979. Ils concernent la Glacière pyramide, le Temple au dieu Pan, le Théâtre découvert et la Colonne détruite.
En 1986, la Société Fermière de Participation (Groupe Worms) qui a pris le contrôle de la Société Fermière de Joyenval cède le Désert de Retz, à parts égales, à Olivier Choppin de Janvry et à Jean-Marc Heftler pour un franc symbolique. Ceux-ci constituent alors la Société Civile Immobilière du Désert de Retz. Jusqu'en 1997, le Désert de Retz est ouvert au public. Les visites sont pour l’essentiel assurées à titre bénévole par l’association Histoire de Chambourcy de Retz et d’Aigremont (HISCREA).
En 1989, la Tente tartare est reconstruite grâce au mécénat privé et les étangs sont nettoyés grâce aux subventions du ministère de la Culture.
Sur proposition du Golf de Joyenval, la commune de Chambourcy se voit rétrocéder la moitié du Désert de Retz pour un euro symbolique le 20 décembre 2007. Un procès est en cours au sujet de l’acquisition de l’ensemble du domaine par le Golf de Joyenval.
Le 24 septembre 2009, la réouverture au public du désert de Retz a été officiellement inaugurée en présence du ministre de la Culture et de la Communication, Frédéric Mitterrand. Des personnalités issues du monde politique, culturel et artistique étaient présentes, notamment Alain Schmitz, président du Conseil général des Yvelines, Alain Trampoglieri, président de la Marianne d’Or, Julien Cendres et Chloé Radiguet, écrivains et auteurs du livre Le Désert de Retz, paysage choisi, et les créatrices Sonia Rykiel et Chantal Thomass. Le désert de Retz est ouvert à la visite. Il est accessible gratuitement lors du dimanche des Journées européennes du patrimoine.

## Liste des fabriques

### Les fabriques encore présentes
- La Colonne détruite

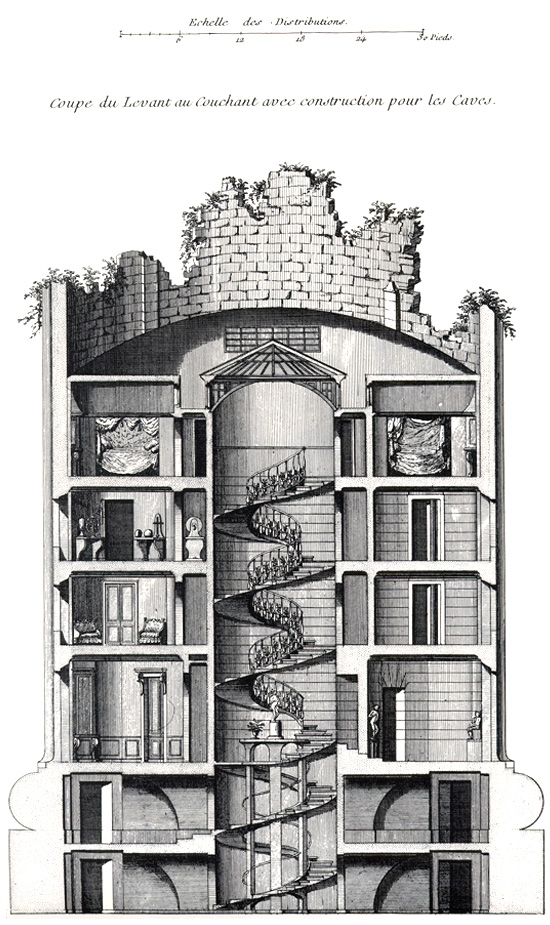
Section de la Colonne détruite gravée par Georges Louis Le Rouge.

Fabrique principale du désert de Retz, construite en 1781, elle devint la demeure principale de François de Monville au désert de Retz, après la Maison chinoise. D’un diamètre de 15 mètres, elle s’élève à 25 mètres environ dans sa partie la plus haute. Par les dimensions de ce fût, elle évoque les vestiges d'une construction gigantesques. Des appartements étaient disposés avec recherche et symétrie sur quatre niveaux, distribués par un escalier central hélicoïdal éclairé par une verrière. En opposition avec l'extérieur d'aspect volontairement ruiné, l’aménagement intérieur était d’un très grand raffinement. Les cheminées en marbre blanc, décorées de feuilles d’acanthe, étaient surmontées de miroirs qui reflétaient le paysage extérieur composé par Monville. Les rideaux étaient en toile de Jouy, les meubles en acajou. Les cuisines étant situées dans les communs, les plats étaient acheminés par un tunnel qui débouche dans la cave.
Image d’un nouvel intérêt pour le monde romain et son organisation, cette colonne est comme le vestige d’un temple colossal dont on vient de découvrir le premier élément. 
L’église gothique en ruine
Seule ruine authentique du domaine, la chapelle de l’ancien hameau de Saint-Jacques-de-Retz fut construite au XIIIe siècle. Cependant, dès le début du XVIe siècle, les fidèles la désertèrent et se rendirent à l’abbaye de Joyenval, non loin de là. À l’image des tableaux d'Hubert Robert et des peintres ruinistes, elle offre une vision poétique des effets du passage du temps sur les constructions humaines.
Le temple au dieu Pan
Le temple au dieu Pan est une des premières fabriques construites par François de Monville vers 1775. La construction évoque la Grèce classique, symbole même de la philosophie. Il se compose d’un avant-corps semi-circulaire orné de colonnes toscanes, donnant accès à une salle de repos presque carrée, dont le sol était à l'origine carrelé de marbre noir et blanc, et meublée d’un sofa recouvert d’une ottomane. Les niches des deux arcanes latérales abritaient une statue.
Cette fabrique était le salon de musique de François de Monville, homme aux talents multiples qui touchait à tous les instruments. Il excellait à la harpe pour laquelle il a composé des ariettes.
Le petit autel presque en ruine
Il s’agit d’un autel votif rappelant la Rome antique, situé dans la prairie qui s’étend au sud de la colonne détruite. Il repose sur un socle circulaire surmonté d’un piédestal qui supportait un vase ovoïde. Il était orné dans sa partie supérieure de trois têtes de bélier (ou de bouc) et de guirlandes de fleurs accrochées à leurs oreilles. François de Monville pouvait le contempler directement depuis son cabinet de travail.
Le théâtre découvert sous un berceau de grands ormes
Aujourd’hui privé de son ombrage, le théâtre a conservé deux pots à feu chinois à pattes de lion encadrant le mur de scène. Ce mur était jadis appareillé d’un bas-relief représentant Bacchus enfant sur son char traîné par deux Amours. Dieu romain de la végétation et en particulier de la vigne et du vin, le culte de Bacchus a contribué au développement de la tragédie et de l’art lyrique. Cette scène était abritée jusqu’au milieu du XIXe siècle par de grands ormes formant berceau, vestiges de l’ancienne allée menant à la porte de Joyenval.
Du temps de François de Monville, de nombreuses pièces y étaient jouées. Ce théâtre était aussi destiné à offrir aux spectateurs le décor panoramique d’une nature poétiquement aménagée par l’homme.
La glacière pyramide
La glacière est construite sur 3 niveaux : une cuve, profonde de 6 mètres, en forme de demi-barrique et dotée d’un puisard, un soubassement carré et une pyramide. Cette fabrique servait à la conservation des denrées périssables et de la glace, destinée à la confection de sorbet et à refroidir les boissons et des denrées périssables.
Durant l’hiver, neige et blocs de glace étaient entassés au fond de la cave sur un plancher de bois à claire-voie. De l’eau était ajoutée afin de créer un bloc compact, le tout isolé du mur par de la paille de seigle fixée sur une armature légère. Sur un plancher supérieur, calé par de grosses pierres, reposaient les denrées. La porte d’accès, biseautée et orientée au nord, était en bois. L’accès à la glacière se faisait essentiellement en début ou en fin de journée afin de préserver le froid. La pyramide pourrait être le signe de l'intérêt de François Racine de Monville pour la symbolique maçonnique. Symbole également de la conservation, c’est à dessein qu’elle a été placée sur une glacière.
La tente tartare
Située sur l’île du Bonheur, cette tente à armature de bois, reconstruite en 1989, est en tôle peinte à larges rayures turquoise et jaunes et se termine par un dôme « fait en matière siamoise ». Tendue à l’intérieur de toile de Jouy, elle servait de salle d’armes. Elle évoque des contrées lointaines inexplorées, des lieux qui incarnent l’exotisme.

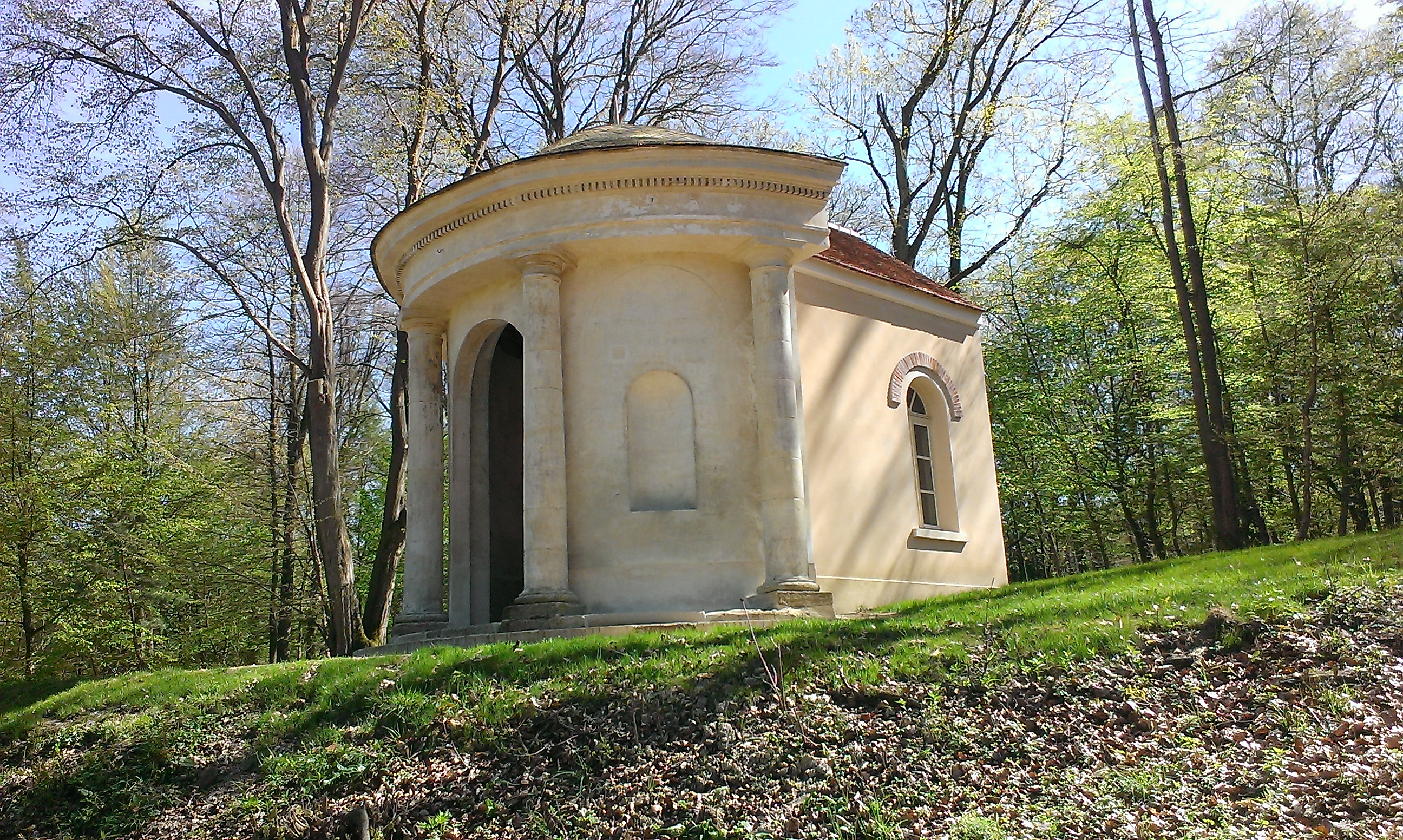
Le temple au dieu Pan.
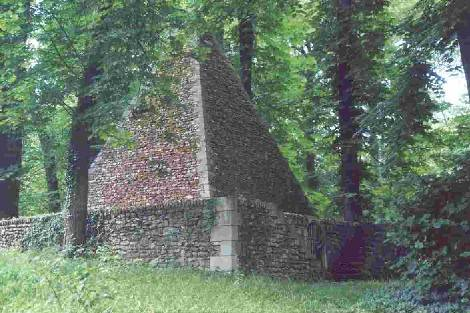
La glacière pyramide.
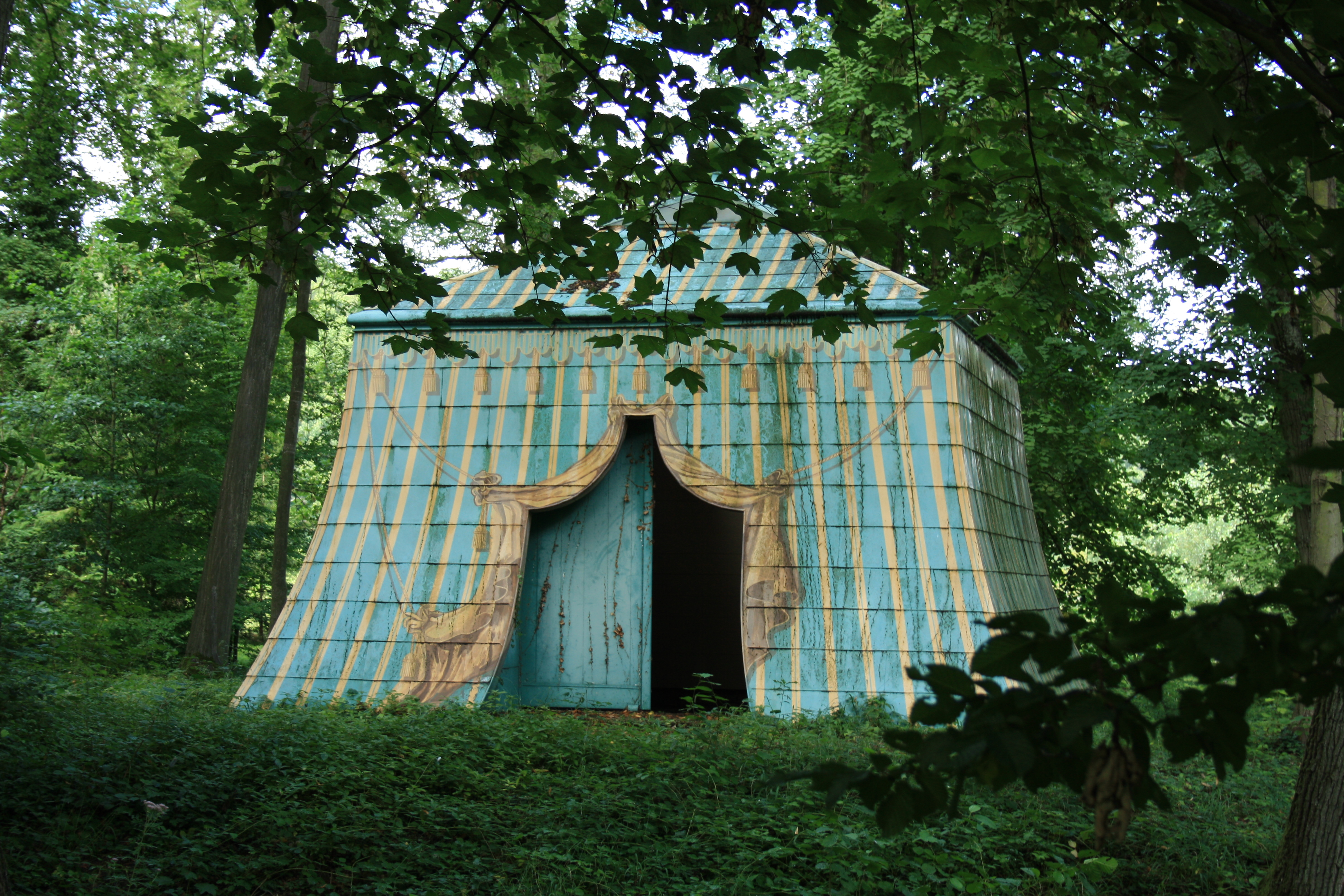
La tente tartare.
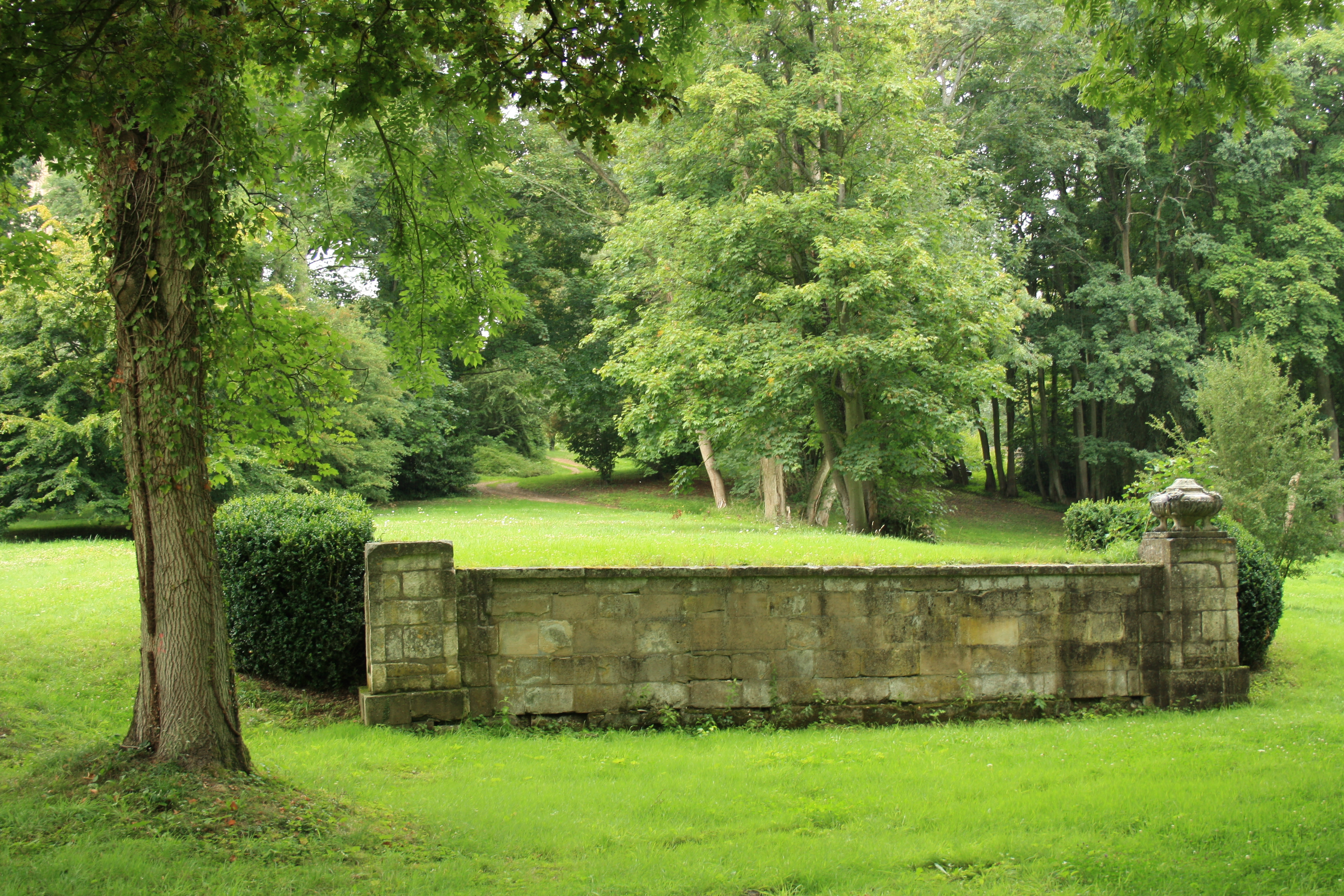
Le théâtre.
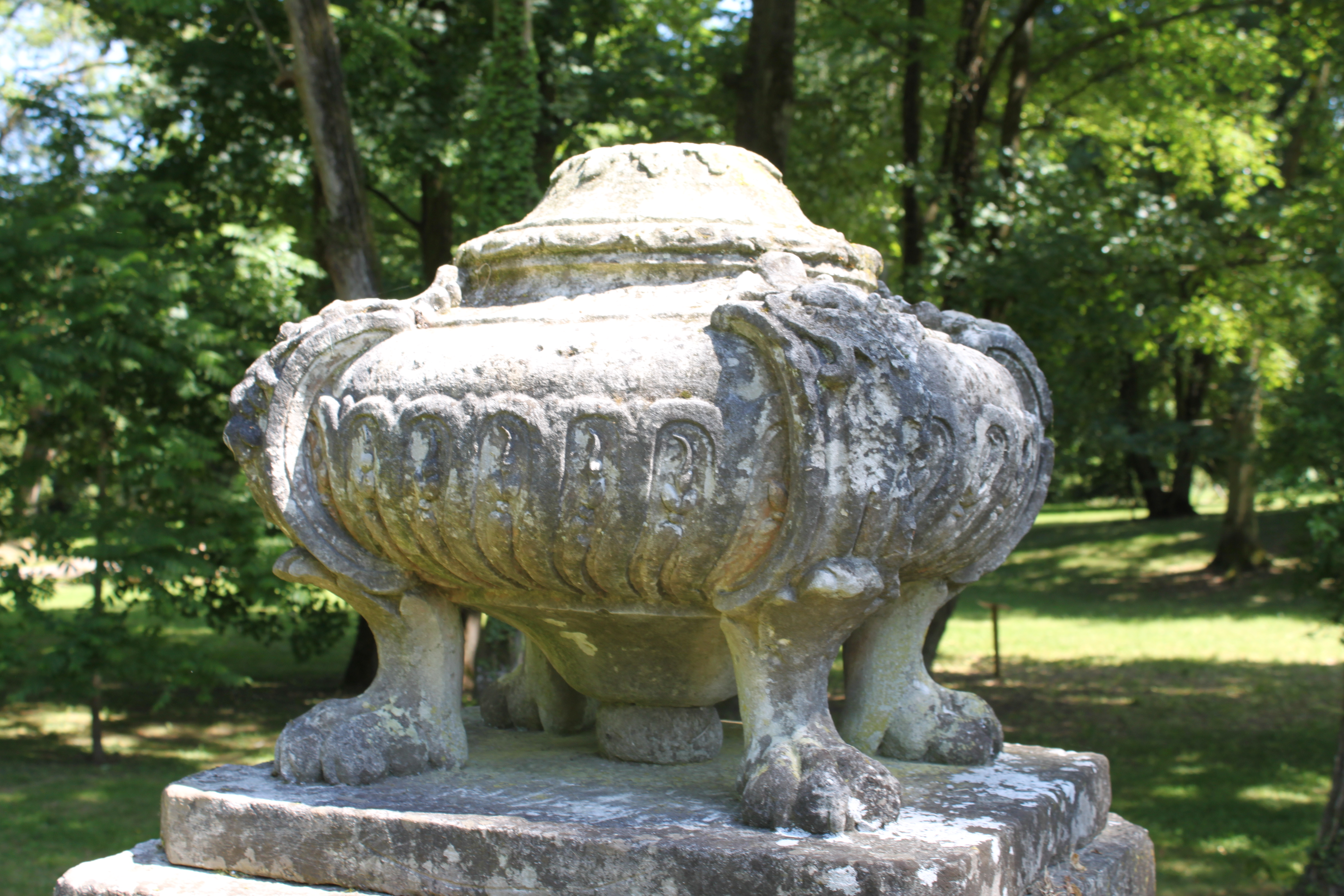
Le théâtre (détail).
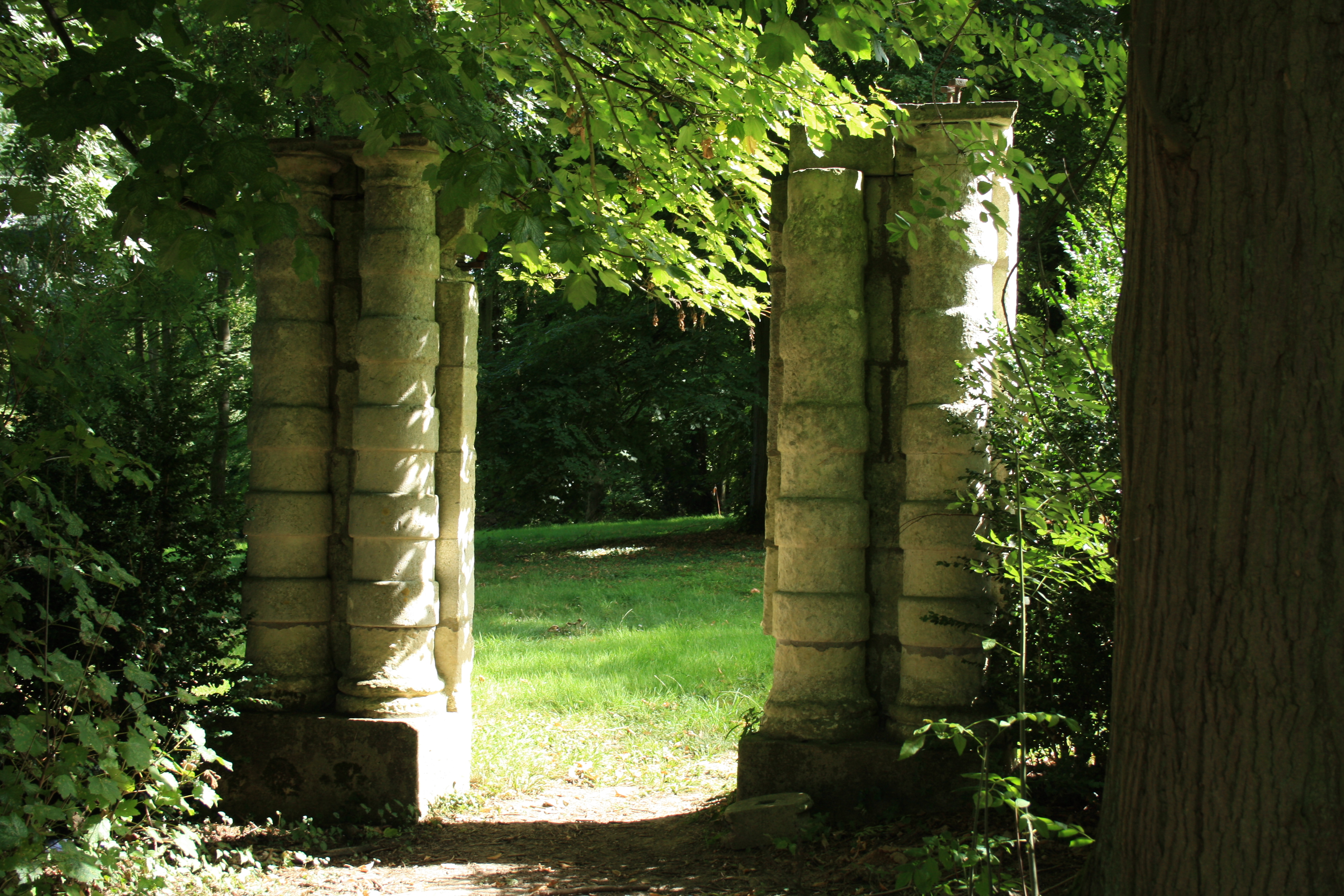
Le temple du repos.
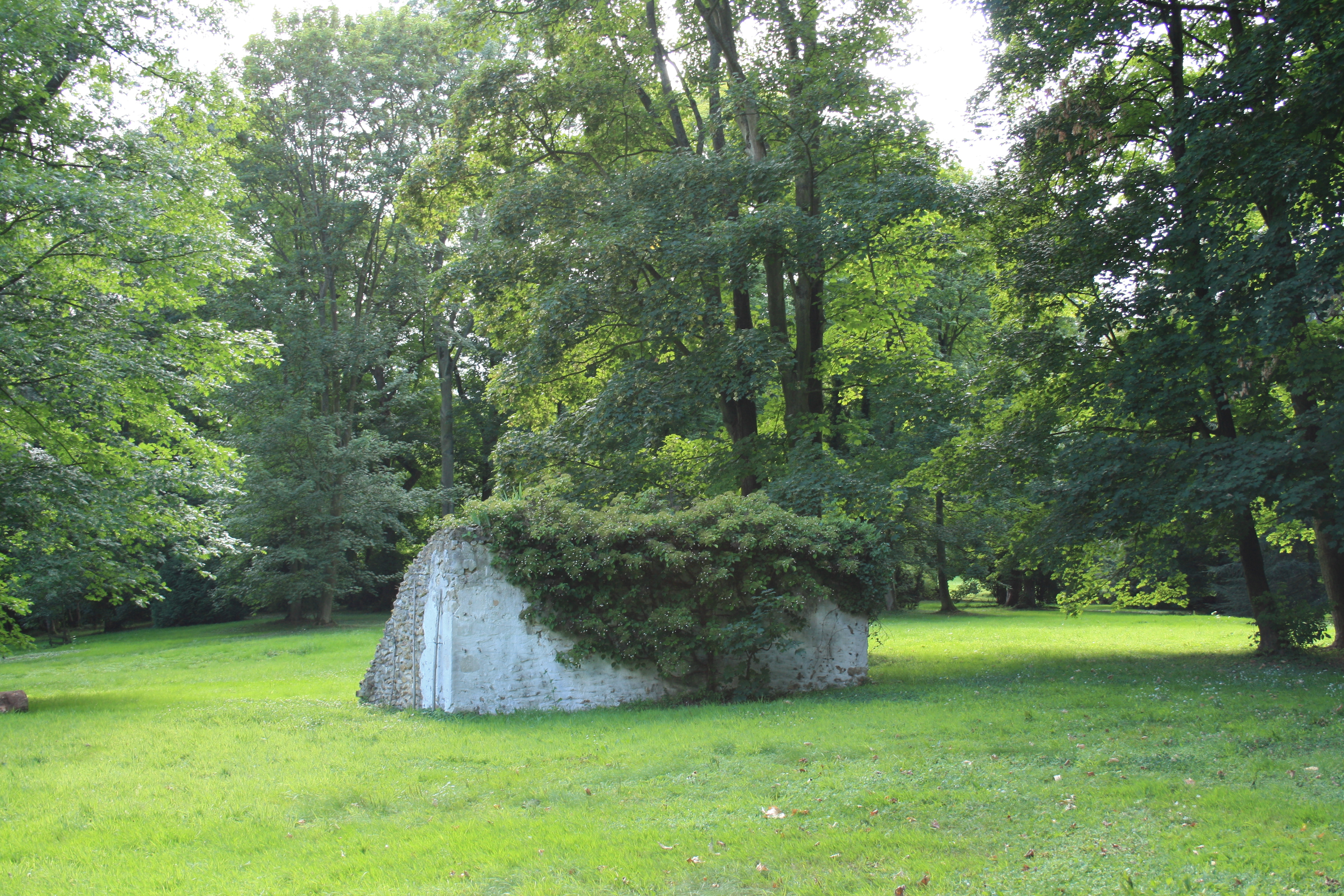
Ruines des serres chaudes.
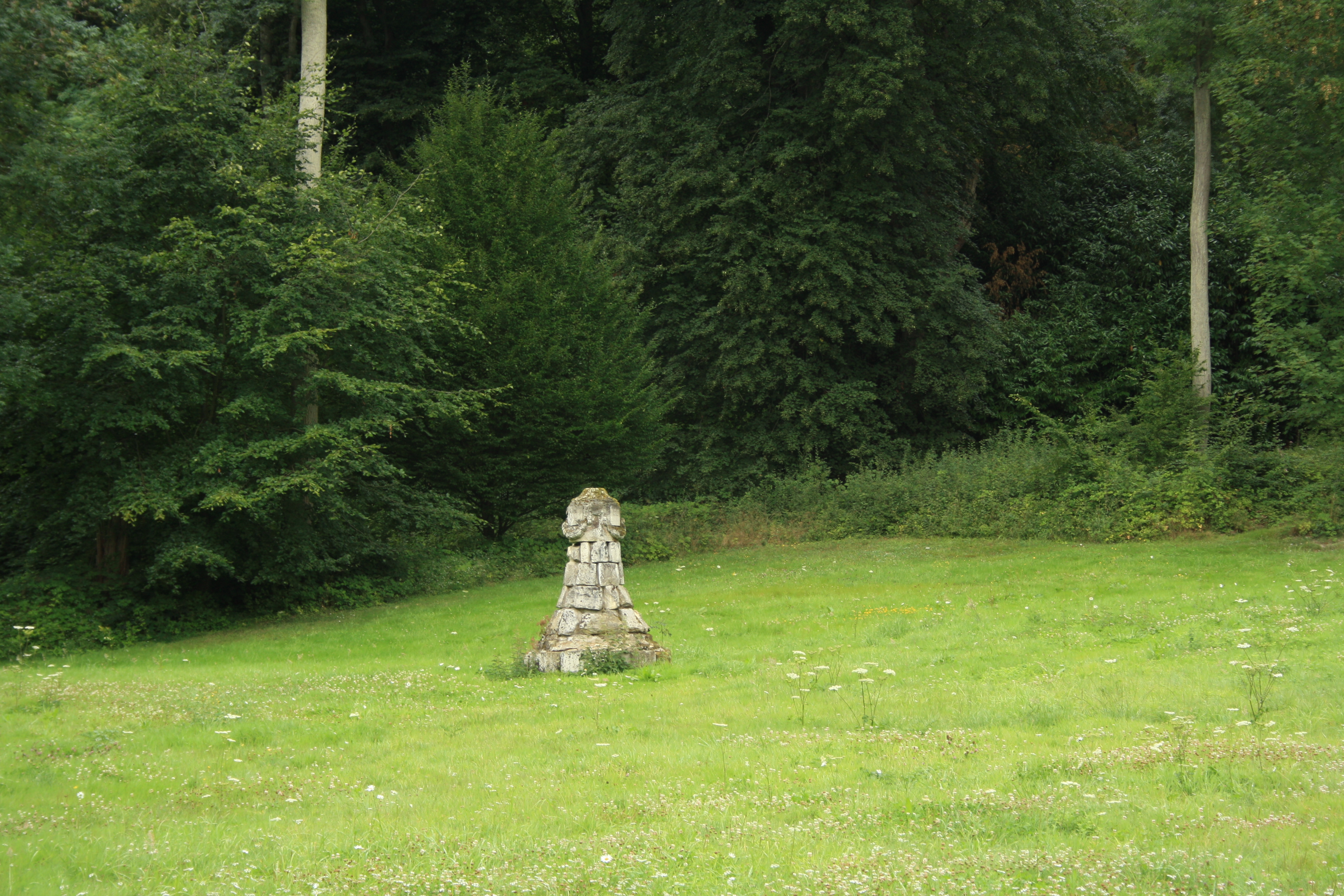
Le petit autel.
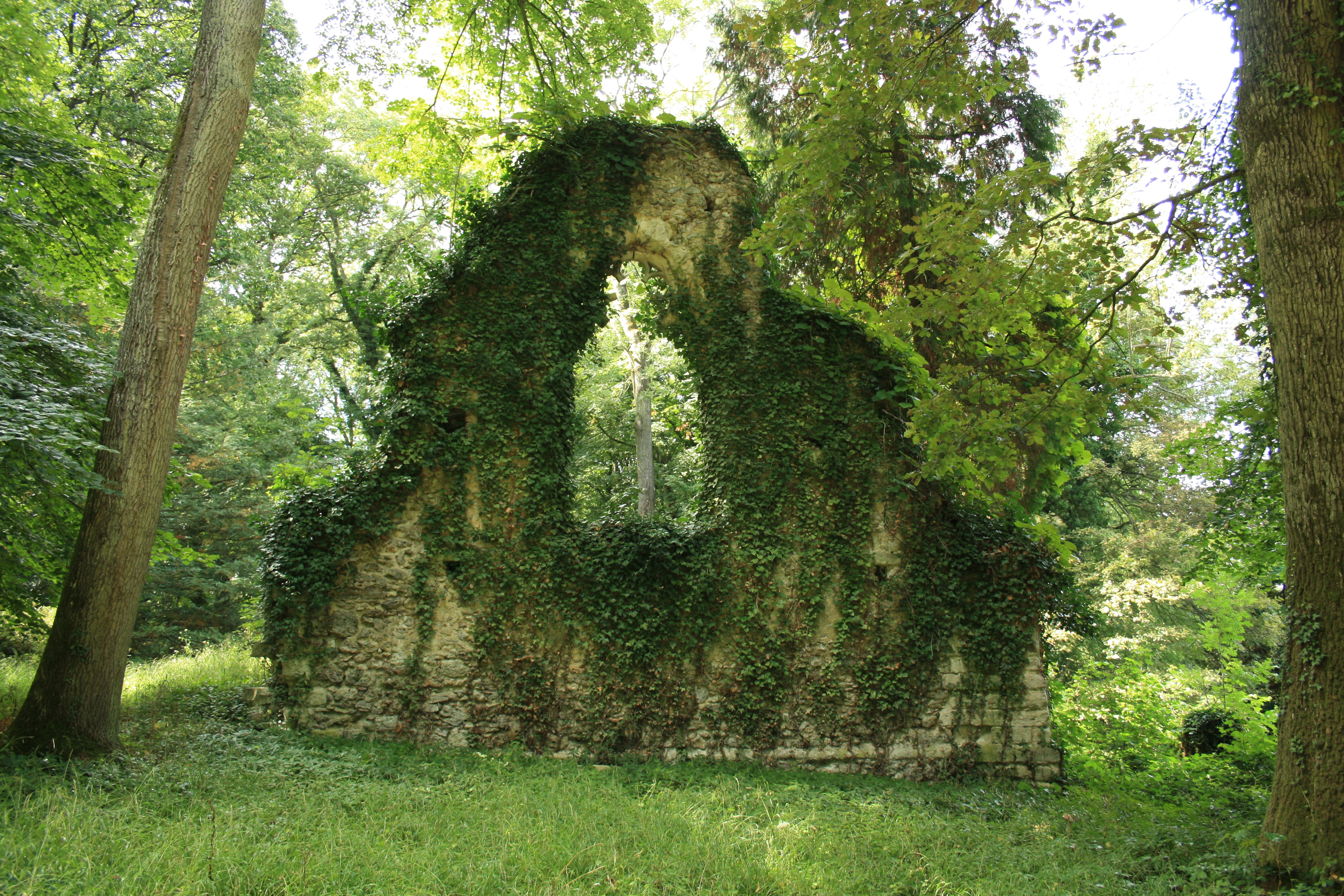
L’église gothique.
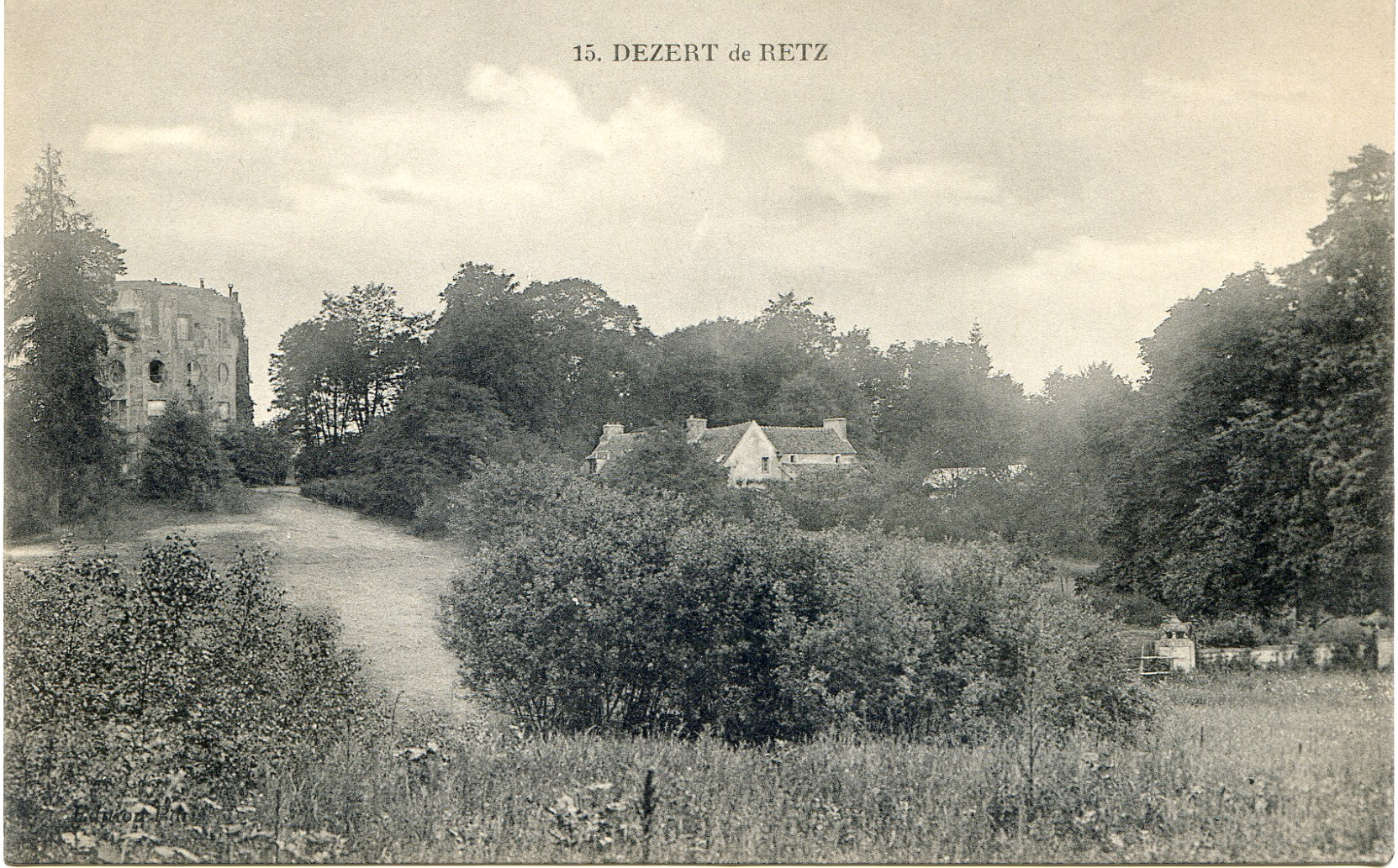
La colonne ruinée et le théâtre, au début du XXe siècle.
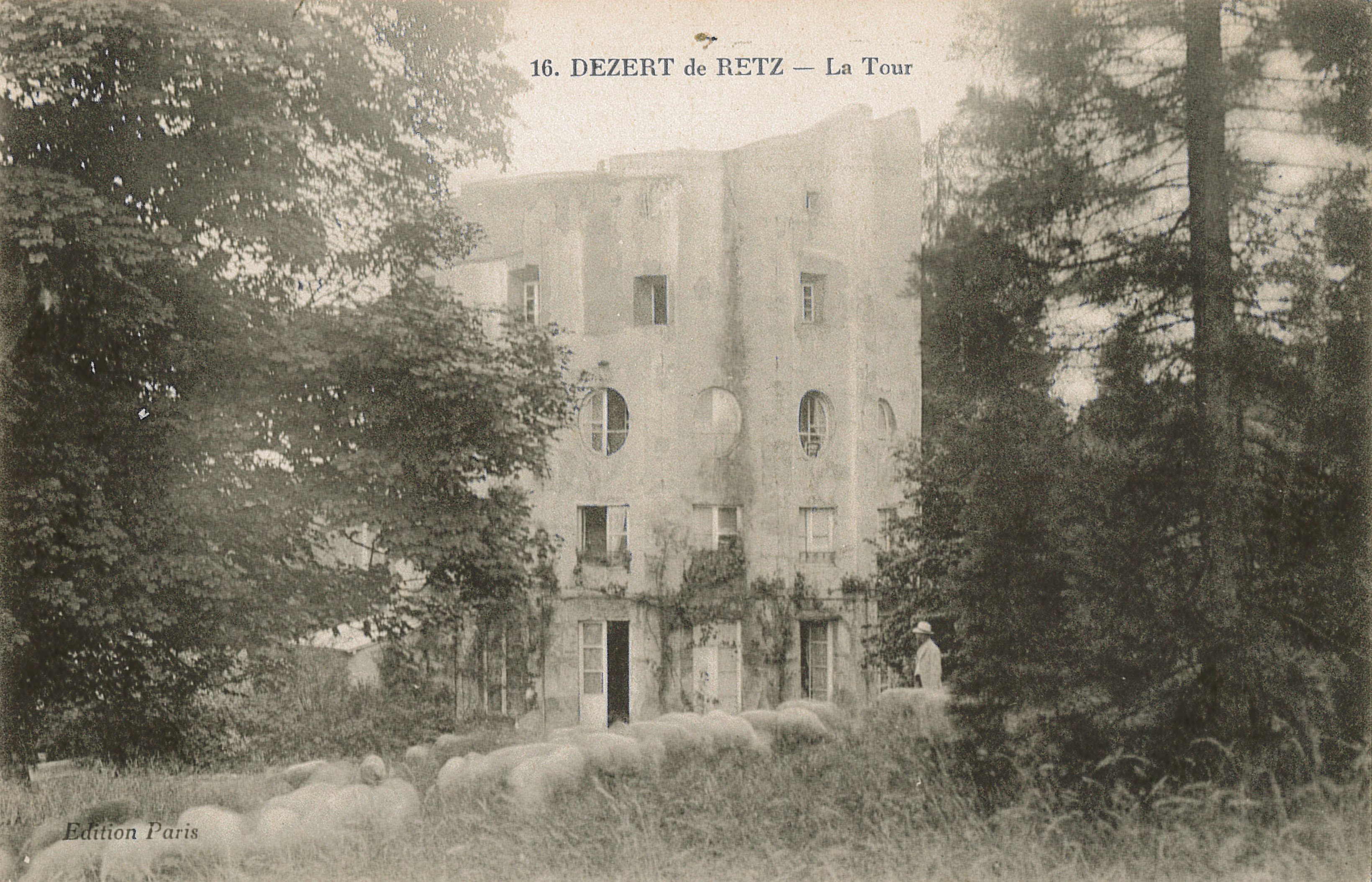
La colonne ruinée avec un troupeau de moutons, au début du XXe siècle.

### Les fabriques en ruine ou disparues
La Maison chinoise et son pavillon
Construite vers 1777-1778, la Maison chinoise fut la première habitation de François de Monville dans le Désert, mais aussi la première véritable maison chinoise en Europe. Traduisant l’admiration de son créateur pour le « Céleste Empire », elle s’est écroulée sur elle-même au début des années 1970. Entièrement construite en teck importé d’Inde, elle reposait sur des fondations en pierre. Les façades, composées de panneaux ajourés, étaient peintes de violet et de rouge. Le toit, couvert d’ardoises taillées en écaille de poisson, formait une terrasse d’où se penchait la statue d’un personnage chinois.
À l’intérieur, un appartement complet comprenait au rez-de-chaussée un vestibule, une antichambre, un salon avec alcôve à l’oriental tapissée de papier blanc à motif floral, un office, un cabinet où se trouve un poêle et une garde-robe. Au premier étage, accessible par un escalier dérobé, un bureau-bibliothèque était équipé de rayonnages en acajou massif.
Avec son pavillon, son jardin particulier clos de portes décorées de mâts et de clochettes, cet ensemble était le premier essai de transcription d’une réalité chinoise dépassant de loin les évocations ponctuelles de l’Orient qu’on connaissait alors.
François Racine de Monville s'y installera en effet dès 1778 avant d'élire domicile en 1782 dans la célèbre Colonne détruite.

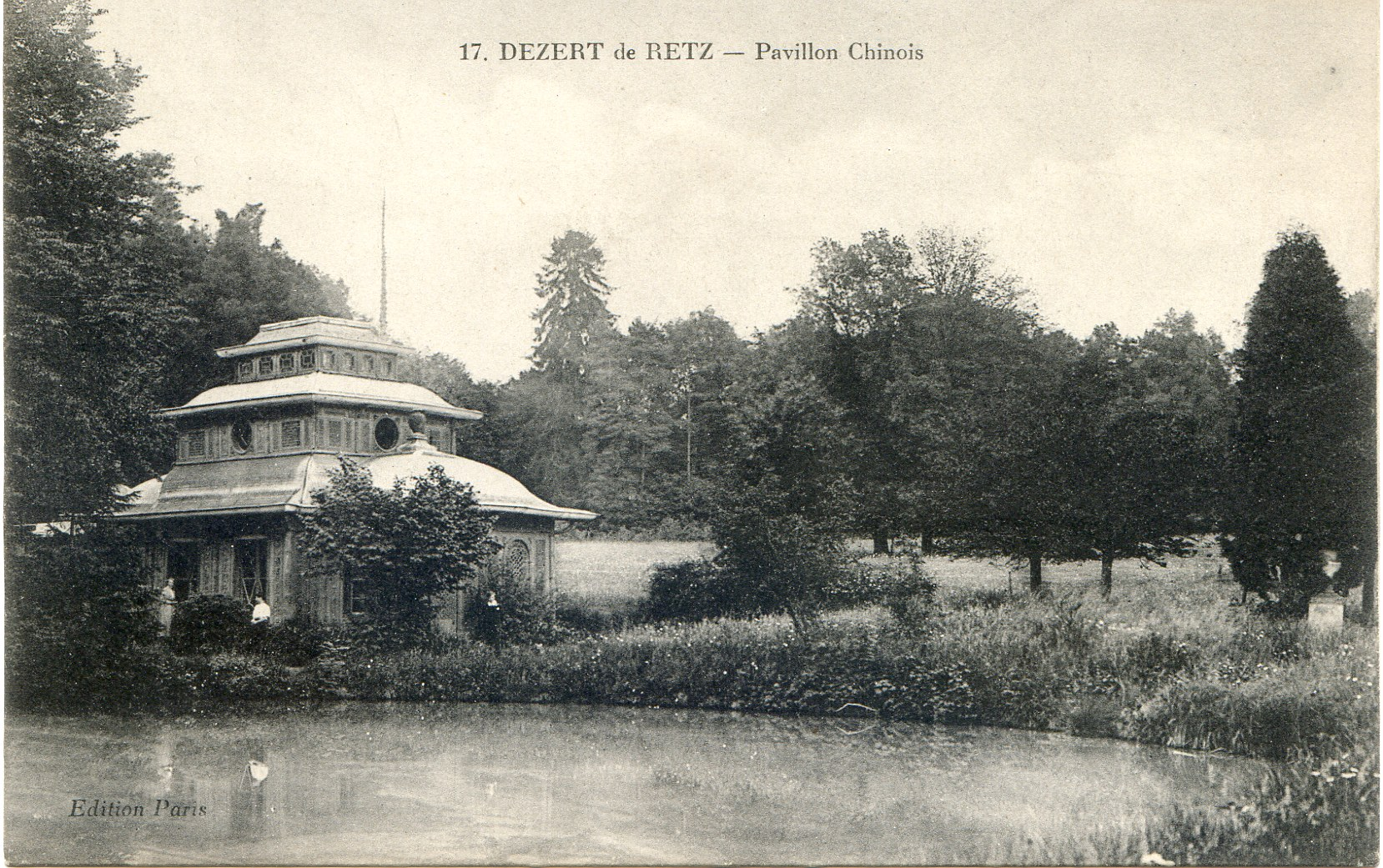
La Maison chinois au début du XXe siècle.

L’orangerie
Située dans le prolongement du jardin de la maison chinoise, l'orangerie est décorée avec des portes rehaussées de mats et de clochettes.
Les serres chaudes
Bien orientées, équipées d’un système de chauffage pour l’hiver, la grande et la petite serre abritaient des plantes exotiques et des espèces fragiles. François de Monville y rangeait patiemment des plantes de toutes provenances.
Le rocher
Il s’agit d’une grotte d’aspect naturel recouverte de végétation et encadrée par deux statues de satyres. Symbole des débuts de l’humanité, elle soumettait le visiteur à un passage initiatique de l’obscurité à la lumière, de l’obscurantisme à la connaissance.
Les communs
Maison bourgeoise de la propriété de 13 hectares acquise par François de Monville en 1774, elle fut transformée en communs, regroupant : le logement du concierge, les cuisines, et peut-être un appartement de bains.
Le temple du repos
Construit en 1777, il était composé d’une rotonde d’arbres, précédée d’une façade à deux portes décorées de peintures en trompe-l’œil. Elles étaient encadrées par deux colonnes baguées, surmontées d’un entablement et d’un fronton.
L’ermitage
Il s’agissait d’une cabane faite de planches de bois, construite sur un terre-plein artificiel entouré d’arbres.
L’obélisque
Construit en tôle peinte, l'obélisque se dressait dans la « partie agricole », à l’extrémité ouest du domaine, aujourd’hui occupée par le golf.
Le tombeau
Situé lui aussi dans la partie agricole du domaine, au nord, il n’en existe aucune trace sur le terrain : il n’est connu que par les gravures de Le Rouge.
La laiterie et la métairie arrangée
François de Monville et ses hôtes vivaient sur place dans une quasi-autarcie. La laiterie et la métairie font partie de l’exploitation agricole liée au Désert, qui comprenait un potager en carrés cultivés de fruits et légumes et s’étendait à l’élevage de vaches laitières.

## Visiteurs célèbres du Désert

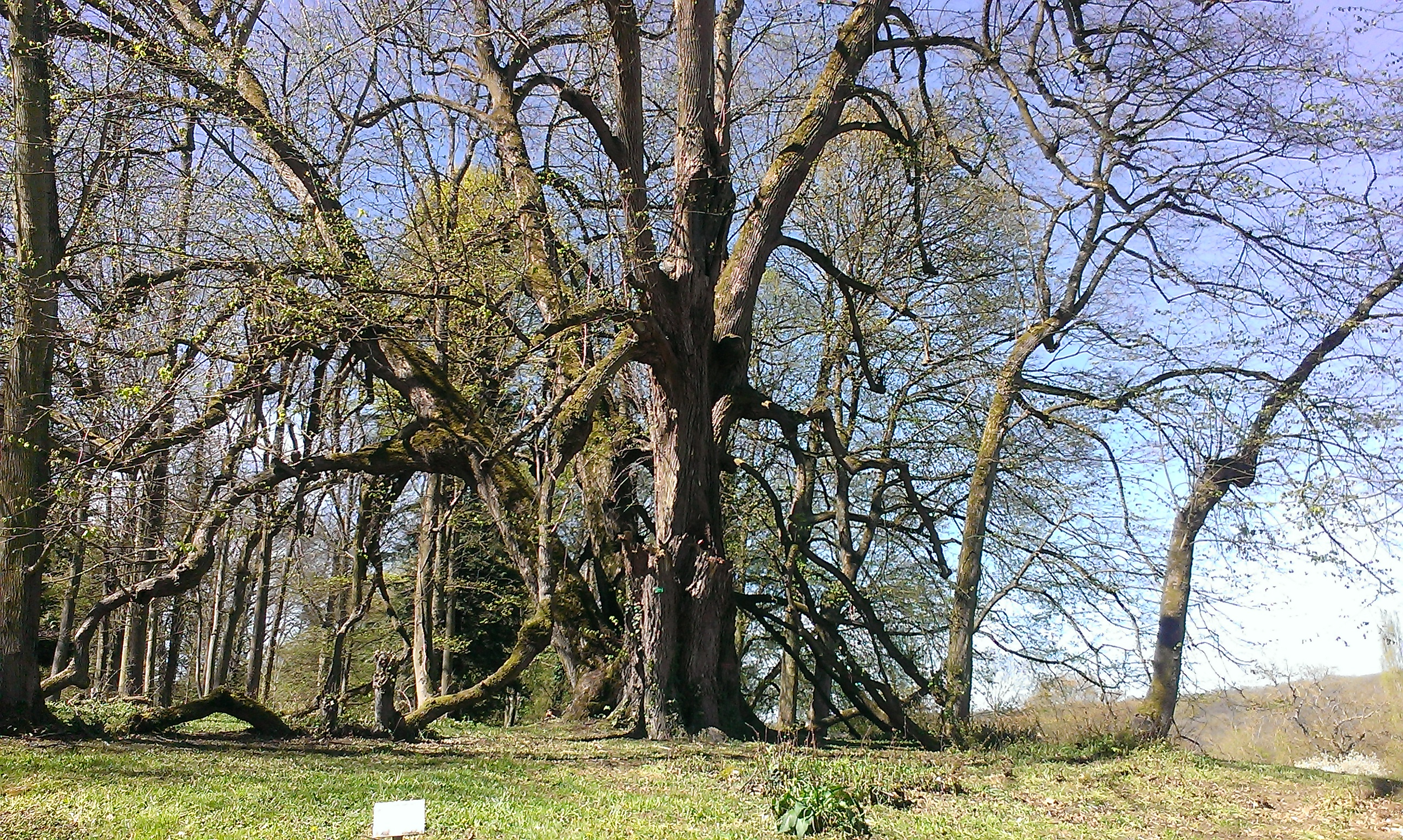
Tilleul, classé arbre remarquable.

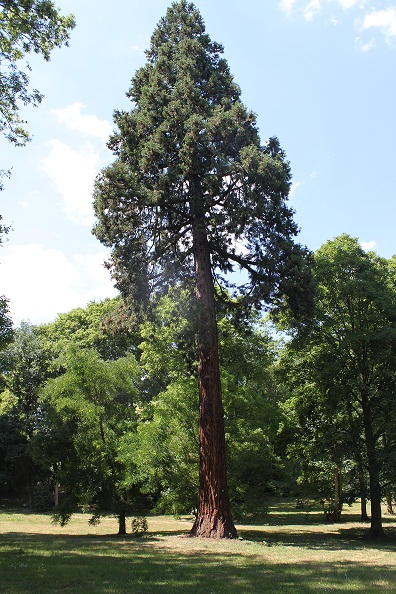
Un des séquoias.

### AuXVIIIesiècle
- Madame du Barry
- La reine Marie-Antoinette (à partir du 5 août 1781)
- Louis Philippe d’Orléans, futur Philippe Égalité (à partir de 1782)
- Le roi Gustave III de Suède (en 1784)
- Élisabeth Vigée-Lebrun, la portraitiste de la famille royale (en 1786)
- Thomas Jefferson et son amie Maria Cosway (en 1786)
- Le prince Charles-Joseph de Ligne

### AuXXesiècle
- André Breton
- Colette
- Guy Debord
- Abel Gance
- Izis
- Michael Kenna
- André Malraux
- François Mitterrand